# Coremiocnemis valida
Coremiocnemis valida là một loài nhện trong họ Theraphosidae.
Loài này thuộc chi Coremiocnemis. Coremiocnemis valida được Mary Agard Pocock miêu tả năm 1895.